# 三公 (太微垣)
三公是中国古代星官名，属三垣之中的太微垣，三公是輔佐天子治理國政的三位最重要的大臣，指司馬（太尉、大司馬）、司徒（宰相、大司徒）、司空（御史大夫、大司空），在紫微垣內也有一个三公星官，这是因為紫微垣與太微垣分別象徵著人間的內廷與外朝，而三公是少數於兩者間可自由進出又地位尊榮的官員，所以在紫微垣與太微垣內都會出現。三公由三星组成，在现在通用的88星座中属于室女座。

## 三公三星
- 三公一
- 三公二，室女座31，视星等5.59
- 三公三，室女座35，视星等6.44